# Elsa Patakyová
Elsa Lafuente Patakyová, nepřechýleně Pataky, (* 18. července 1976, Madrid) je španělská herečka.

## Osobní život
Narodila se v Madridu roku 1976 do rodiny španělského biochemika José Francisca Lafuenteho a publicistky rumunského původu Cristiny Patakyové Medianuové. Na Universidad de San Pablo CEU studovala obor žurnalistika. Školu opustila v posledním ročníku a rozhodla se věnovat herectví. Během tohoto období také navštěvovala hodiny herectví.
Podle osobní stránky kromě rodné španělštiny, plynně také hovoří anglicky, rumunsky, italsky a francouzsky.
V roce 2010 se vdala za herce Chrise Hemswortha.

## Herecká kariéra
Patakyová působila jako členka madridské divadelní společnosti Teatro Cámara de Ángel Gutiérrez. Školu opustila poté, co byla v roce 1997 obsazena do role v televizním seriálu Al salir de clase.. Debut na filmovém plátně zaznamenala ve snímku El arte de morir. Postavu Señory Very Hidalgo ztvárnila v seriálu Královna meče (2000), v němž se objevila téměř ve všech dvaceti dvou dílech.
Vyjma španělské produkce hraje také v zahraničních filmech. V roce 2004 se objevila ve vedlejší roli francouzského kasovního úspěchu Velký vezír. V srpnovém čísle 2006 časopisu Maxim byla vyfocena na titulní straně v souvislosti s premiérou snímku režiséra Davida Ellise Hadi v letadle (2006), kde hrála po boku Samuela L. Jacksona. Pozitivní kritiku obdržela za hlavní stejnojmennou postavu španělského snímku Ninette, který režíroval držitel Oscara José Luis Garci. Jako Paula Moncada se představila v díle Ana y Paula, Ultrajadas mexického seriálu z roku 2009 Mujeres Asesinas. Roli atraktivní brunetky Evelyn ztvárnila v neo-noirovém thrilleru Cesta do Pekel a objevila se také v Argentově filmu Giallo.
Stala se tváří první řady kolekce klenotů hodinářské firmy Time Force nazvané Ultimate Jewels, kde je mužskou tváří fotbalista Cristiano Ronaldo. Úřednici Elenu Neves představovala ve filmu Rychle a zběsile 5, v němž byl jejím partnerem Vin Diesel.

## Filmografie
- 2017 – Rychle a zběsile 8
- 2013 – Rychle a zběsile 6
- 2011 – Rychle a zběsile 5

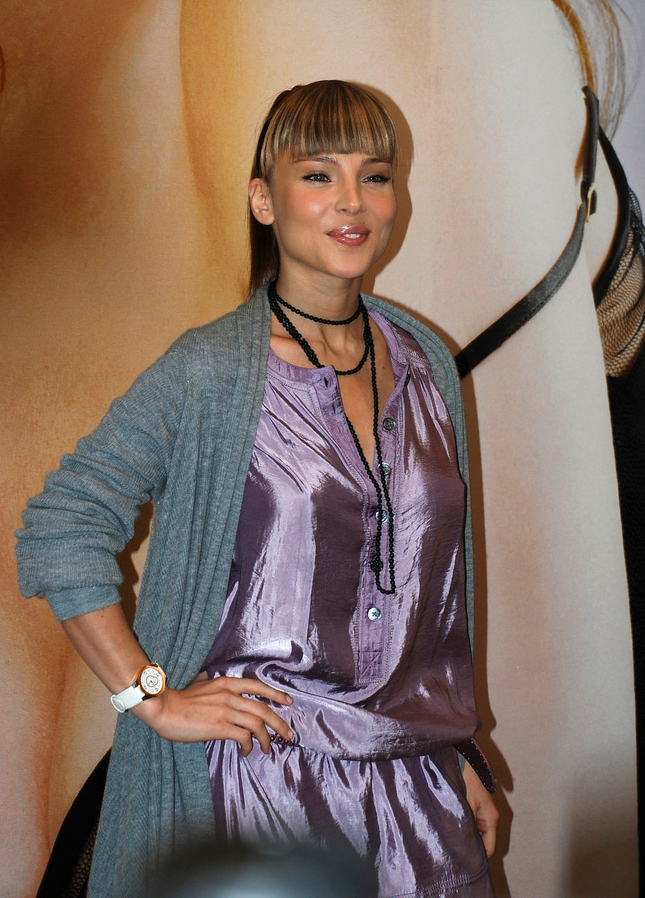
Patakyová při prezentaci kolekce klenotů Time Force, 2007

- 2011 – Where the Road Meets the Sun
- 2010 – Di Di Hollywood
- 2010 – Mr. Nice
- 2009 – Bestie musí zemřít
- 2009 – Cesta do pekel
- 2008 – Asterix a Olympijské hry
- 2008 – Jízda smrti
- 2008 – Máncora
- 2008 – Mujeres asesinas (televizní seriál)
- 2008 – Santos
- 2007 – Manuale d'amore 2 (Capitoli successivi)
- 2006 – Hadi v letadle
- 2005 – Arquitectura efímera deconstruida (video film)
- 2005 – Ninette
- 2005 – Películas para no dormir: Cuento de navidad (televizní film)
- 2005 – Velký vezír
- 2004 – Romasanta: Hon na vlkodlaka
- 2004 – Tiovivo c. 1950
- 2003 – Atraco a las 3... y media
- 2003 – El Furgón
- 2003 – Návrat Re-Animátora
- 2003 – Los Serrano (seriál)
- 2002 – Clara (televizní film)
- 2002 – To nejlepší naposled
- 2001 – Večer tříkrálový
- 2001 – Žádné boží zprávy
- 2000 – Hospital Central (seriál)
- 2000 – Královna meče (seriál)
- 2000 – Menos es más
- 2000 – Paraíso (seriál)
- 2000 – Tatawo
- 2000 – Umění umírat
- 1999 – 7 vidas (seriál)
- 1998 – Tio Willy (seriál)
- 1997 – Al salir de clase (seriál)
- 1997 – Solo en la Buhardilla